# Pierre Danican Philidor

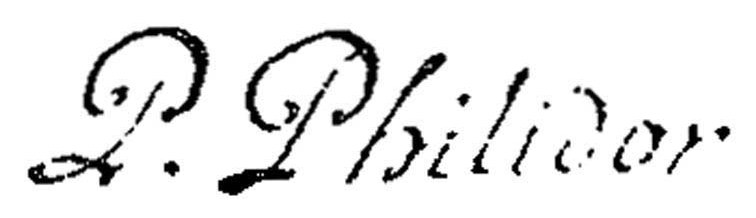
Unterschrift des Pierre Philidor

Pierre Danican Philidor (* 22. August 1681 in Paris; † 1. September 1731 in Versailles) war ein französischer Komponist am Hofe von Ludwig XIV. aus der Musikerfamilie der Philidor.
Er war der Sohn von Jacques Danican Philidor, zugleich ein Neffe von André Danican Philidor und wurde auch «le cadet» genannt. 1697 wurde das erste Bühnenwerk des Sechzehnjährigen, eine „Pastorale“, bei Hofe aufgeführt. Im gleichen Jahr wurde er Oboist und Violinist der Grande Écurie du Roi, und ab 1704 an der „Chapelle royale“. Ab 1716 hatte er die Ehre, die Gambe in der Kammer des Königs (chambre du roi) zu spielen. Seine in jungen Jahren gefertigten Kompositionen scheinen verschollen, darunter die Pastorale (ländliches Musikschauspiel). Vor allem ist er bekannt durch seine „Sechs Suiten“ und sechs weitere Suiten für Oberstimmen (dessus) und Generalbass.

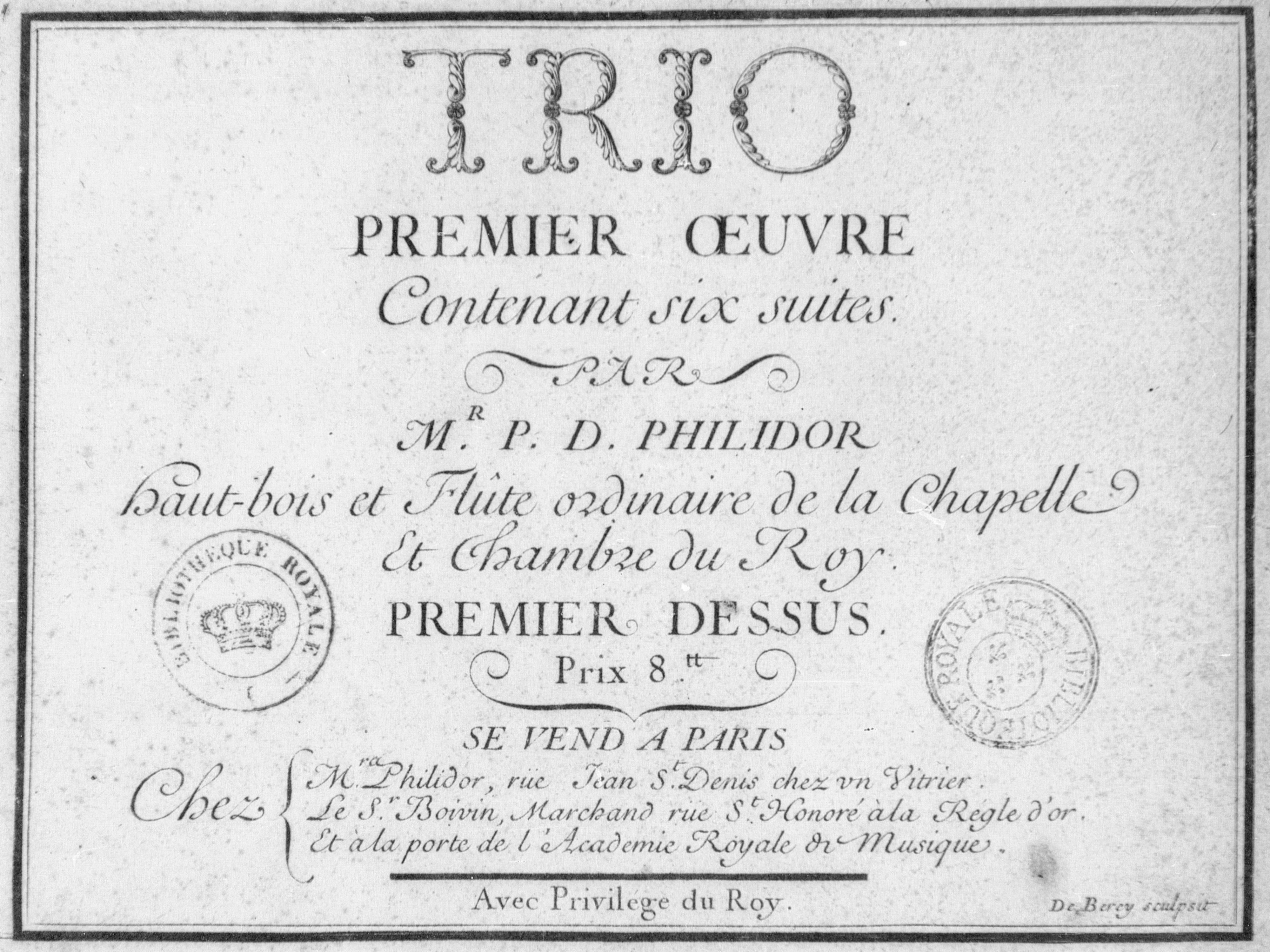
Deckblatt der Triosonatensammlung von Pierre Philidor, Paris, 1717

## Werke (Auswahl)
Instrumental
- 1717: 3 Suites à deux flûtes traversières seules avec 3 autres suites dessus et basses pour les hautbois, flûtes et violons.
- 1717: Trio, premier œuvre, contenant six suites.
- 1718: Première suite à deux flûtes traversières seules et une autre dessus et basse pour hautbois, flûtes et violons, avec une réduction de La Chasse.
- 1718: 2 Suites à deux flûtes traversières.
- 1722: „La marche du régiment de la Calotte“ Märsche und Tänze (1722)

Bühnenwerke
- „Pastorale“, (Marly 3. August 1697 und Versailles, 3. September 1697)
- „La mascarade du jeu d’échecs“, (Marly, 19. Februar 1700)
- „L’églogue de Marly“ (Divertissement) (Marly, 4. Januar 1702 und Versailles, 8. Januar 1702) (Musik Verschollen)
- „Apollon et Daphné“ (pastorale-héroïque) (Marly, 1703) (Musik Verschollen)